# Birgitta Hillingsø
Pour les articles homonymes, voir Hillingsø.
Ellen Birgitta Hillingsø, née Ellen Birgitta Juel le 16 février 1940 à Fionie en Danemark est une antiquaire danoise, l'épouse de l'ancien général danois Kjeld Hillingsø (en), et la belle-sœur du createur de mode Lars Hillingsø. Elle est consultante de Christie's en Danemark.

## Biographie
Ellen Birgitta Juel est née le 16 février 1940 à Fionie en Danemark, la fille de Gregers Juel (da), chambellan, et sa femme, Gunilla Hilma Inga Charlotta Ankarcrona. 
Birgitta s'est mariée avec Kjeld Hillingsø (en) le 18 mai 1963. Ils ont eu deux enfants, Ellen Gunilla et Jens Georg.
La fille de Birgitta, Ellen, est actrice, probablement mieux reconnue pour ses rôles dans les séries de television Bron et Rita. Le fils de Birgitta, Jens, est médecin et ancien président des Médecins sans Frontières. Il travaille actuellement au Rigshospitalet à Copenhague. Sa fille, Olivia, a aussi commencée une métier d'acteur, comme sa tante paternelle. 
Birgitta et son mari sont vieux amis de la reine du Danemark, Margrethe II, et son mari défunt, le Prince Henri. La reine est marraine de Ellen Hillingsø, et Birgitta est marraine du prince-héritier du Danemark, Frederik de Danemark,.